# TLC: Tables, Ladders & Chairs 2017
TLC: Tables, Ladders & Chairs (2017) was een professioneel worstel-pay-per-view (PPV) en WWE Network evenement dat georganiseerd werd door WWE voor hun Raw brand. Het was de 9e editie van TLC: Tables, Ladders & Chairs en vond plaats op 22 oktober 2017 in het Target Center in Minneapolis, Minnesota. Roman Reigns en Bray Wyatt zouden eigenlijk ook verschijnen bij het evenement, maar konden niet komen wegens een virale infectie die de 2 hadden opgelopen.

## Matches
| Nr. | Match                                                                                         | Winnaar(s)                               | Opmerkingen                                              | Bron  |
| --- | --------------------------------------------------------------------------------------------- | ---------------------------------------- | -------------------------------------------------------- | ----- |
| 1   | Sasha Banks vs. Alicia Fox                                                                    | Sasha Banks                              | Eén-op-één mach. Banks won door submission.              | [ 3 ] |
| 2   | Asuka vs. Emma                                                                                | Asuka                                    | Eén-op-één mach. Asuka won door submission.              | [ 3 ] |
| 3   | Rich Swann & Cedric Alexander vs. Gentleman Jack Gallagher & The Brian Kendrick               | Rich Swann & Cedric Alexander            | Tag team match.                                          | [ 3 ] |
| 4   | Alexa Bliss (c) vs. Mickie James                                                              | Alexa Bliss                              | Eén-op-één mach voor het WWE Raw Women's Championship.   | [ 3 ] |
| 5   | Enzo Amore vs. Kalisto (c)                                                                    | Enzo Amore (nc)                          | Eén-op-één mach voor het WWE Cruiserweight Championship. | [ 3 ] |
| 6   | Finn Bálor vs. AJ Styles                                                                      | Finn Bálor                               | Eén-op-één mach                                          | [ 3 ] |
| 7   | Jason Jordan vs. Elias                                                                        | Jason Jordan                             | Eén-op-één mach                                          | [ 3 ] |
| 8   | Kurt Angle, Seth Rollins en Dean Ambrose vs. Braun Strowman, The Miz, Kane, Cesaro en Sheamus | Kurt Angle, Seth Rollins en Dean Ambrose | 5-tegen-3 Handicap Tables, Ladders & Chairs match        | [ 3 ] |